# コモンウェルス・スタジアム (エドモントン)
コモンウェルス・スタジアム（Commonwealth Stadium）は、カナダのアルバータ州・エドモントンにあるスタジアム。

## 概要
コモンウェルス・スタジアムは、1978年のコモンウェルスゲームズの開催のために建設された。収容人数は56,302人で、カナダのスタジアムとしては最大規模を誇る。カナディアンフットボール（CFL）のプロチーム、エドモントン・エスキモーズが本拠地スタジアムとして使用している。
カナダ国内では数少ない天然芝のスタジアムのため、サッカー代表のホームグラウンドでもあり、カナダ国内で国際的なサッカーの試合が行われる際によく用いられた。またラグビーチャーチルカップの会場として、また2006年ラグビーワールドカップ女子大会の決勝の会場としても用いられた。
この会場で行われた主な国際大会としては1978年コモンウェルスゲームズ、1983年のユニバーシアード夏季大会、2001年の世界陸上選手権、2002年と2014年のFIFA U-20女子ワールドカップ、2007 FIFA U-20ワールドカップ、2015年のFIFA女子ワールドカップ（その時は人工芝）、1984年、1997年、2002年のCFLのグレイ・カップなどがある。2003年には、屋外としては初のNHLの試合も行われた。
コンサート会場として用いられることもあり、U2、ピンク・フロイド、ローリング・ストーンズなどのアーティストらがライブを行った。